# Blogger
Por blogger, o bloguero, también se entiende alguien que escribe en un blog. Este artículo trata sobre el servicio Blogger.com.
Blogger es un servicio creado por Pyra Labs en 1999 y adquirido por Google en 2003, que permite crear y publicar una bitácora en línea. Para publicar contenidos, el usuario no tiene que escribir ningún código o instalar programas de servidor o de scripting.
Los blogs alojados en Blogger generalmente están alojados en los servidores de Google dentro del dominio .blogspot.com. También se puede acceder a los blogs desde un dominio personalizado propiedad del usuario (como www.example.com) utilizando las facilidades DNS para dirigir un dominio a los servidores de Google. Un usuario puede tener hasta 100 blogs o sitios web por cuenta.
Hasta el 30 de abril de 2010, Blogger permitió publicar bitácoras a través de FTP. Todos estos blogs y sitios web tenían que redirigirse a un subdominio de blogspot.com o apuntar su propio dominio a los servidores de Google a través de DNS.

## Historia
Fue lanzado en agosto de 1999, siendo una de las primeras herramientas de publicación de bitácora en línea, reconocido por haber ayudado a popularizar el uso de los formularios. Más específicamente, en vez de escribir a mano el código HTML y frecuentemente subir las nuevas publicaciones, el usuario puede publicar en su bitácora en línea, que se actualiza dinámicamente, llenando un formulario en el sitio web de Blogger. Esto puede ser realizado por cualquier navegador web actualizado y los resultados se reflejan inmediatamente.
El 17 de febrero de 2003, Pyra Labs fue adquirido por Google; por ende, también Blogger. Google consiguió los recursos que Pyra requería. Más adelante, las "características premium", que eran de pago, fueron habilitadas para el público en general gracias a la ayuda de Google. En 2004, Google compró Picasa y su utilidad de intercambio de fotografías Hello, lo que permitió a los usuarios de Blogger poner imágenes en sus bitácoras. El 9 de mayo de 2004, Blogger fue relanzado, añadiendo nuevas plantillas de diseño basadas en CSS, archivo individual de publicaciones, comentarios y publicación por correo electrónico. Después, Google lanzaría una herramienta llamada BlogThis! en la barra de búsqueda Google. Esta herramienta permite abrir una nueva ventana con un formulario de publicación que permite al usuario publicar sin necesidad de visitar la página principal de Blogger.
A finales de 2006, con el nuevo Blogger Beta, se hizo posible publicar artículos por categorías o etiquetas (labels), así como la posibilidad de poner bitácoras de acceso restringido para personas invitadas por un administrador del blog, entre otras funciones. Inicialmente, el servicio de Blogger Beta no permitía hacer los cambios a la plantilla modificando el código HTML. Tiempo después se migraron las cuentas anteriores de Blogger al nuevo Blogger Beta sin que significase ninguna molestia para sus usuarios.
La actualización al nuevo Blogger requiere del registro de una cuenta de Google e incluye, entre otras mejoras, el servicio de etiquetado de artículos y una mejora en la interfaz de edición y publicación de artículos. La nueva versión no modificó la apariencia de las bitácoras en línea creadas en la versión antigua, salvo algunos pequeños problemas con acentos y caracteres especiales como la letra ñ. También es posible modificar el código HTML de la plantilla. En 2010 introdujo una serie de novedades entre las que se incluyó el diseñador de plantillas, para que los usuarios puedan modificar a gusto la apariencia estética del blog sin necesidad de saber código HTML ni CSS, fuentes tipográficas de Google para personalizar el tipo de letra usado en cada uno de los elementos de texto del blog, estadísticas de analítica web, páginas estáticas, previsualización WYSIWYG de nuevas entradas de blog e integración con Google Apps, entre otras mejoras.
En 2011 renovó su interfaz gráfica de usuario, presentó una nueva característica denominada vistas dinámicas, desarrolló nuevas aplicaciones para dispositivos móviles con sistemas operativos Android e iOS así como plantillas para dispositivos móviles, y empezó una transición para dejar de dar soporte a cuentas de Blogger antiguas que no se habían utilizado desde 2007, y así, pasar definitivamente al sistema de cuentas de Google. Con la llegada de Google+ comenzó a ofrecer integración de perfiles de Blogger con perfiles de Google+, lo que a su vez permitió compartir contenido en Google+ desde el panel de administración de Blogger.
En 2012 presentó una serie de funcionalidades para mejorar el posicionamiento web de los blogs, así como una integración más cercana con Google+. Por otro lado, desde enero de 2012 los servidores de Blogger realizan redireccionamientos del dominio de segundo nivel blogspot.com a dominios de segundo y tercer nivel por país de acceso; por ejemplo, blogspot.ie (Irlanda) o blogspot.com.ar (Argentina), con el propósito de mejorar la administración local de contenidos que puedan violar las legislaciones locales de un país, así como evitar intentos de censura. En 2020 renovó nuevamente su interfaz de usuario, con el objetivo de implantar una interfaz de usuario más amigable para los dispositivos móviles y usuarios de las pantallas táctiles.

## Funcionalidades
- Editor de entradas , que pueden ser programadas.
- Diseñador de plantillas, que permite personalizar el aspecto del blog sin tener conocimientos de HTML o CSS.
- Publicación en dominios personalizados, cambiando la dirección de publicación por defecto en blogspot.com a cualquier dominio de internet.
- Adición de imágenes y vídeos a través del editor de entradas.
- Acceso público o restringido al blog.
- Archivo anual, mensual, semanal o diario de entradas del blog.
- Vistas dinámicas, que permiten visualizar el contenido de un blog a través de una interfaz que aprovecha las bondades de jQuery, HTML5 y CSS3.
- Plantillas para dispositivos móviles.
- Comentarios opcionales en entradas y páginas del blog, con respuestas de segundo nivel.
- Páginas asíncronas con contenido estático.
- Publicación a través de telefonía móvil mediante el servicio de mensajes cortos, sistema de mensajería multimedia y aplicaciones oficiales para dispositivos con sistemas operativos iOS o Android.
- Publicación a través de correo electrónico.
- Sindicación RSS de entradas del blog, entradas por etiquetas, comentarios del blog, comentarios por entradas, páginas estáticas y comentarios por páginas.
- Lightbox, un visualizador nativo de fotografías para las publicaciones del blog.
- Metatags de descripción y rastreo de robots para el blog y cada una de las entradas.
- Página de error 404 personalizada.
- Redireccionamientos de URL 301 y 302 personalizados.
- Archivo robots.txt personalizado.
- Integración con aplicaciones de terceros, así como una API de datos para desarrollar aplicaciones propias.

## Integración
- La barra de Google tiene una funcionalidad llamada "Blog This!" que permite a los usuarios de Blogger publicar entradas directamente hacia sus blogs.
- Se pueden publicar entradas desde Microsoft Word 2007, que provee una aplicación nativa de publicación en bitácoras en múltiples plataformas, entre ellas, Blogger.
- Se puede integrar con Google AdSense y con Amazon Associates para monetizar el blog y generar ingresos.
- Se puede integrar con Google Analytics para realizar mediciones de analítica web.
- Permite la administración de blogs entre múltiples autores, permitiendo crear blogs grupales o colaborativos.
- Google Docs y Álbumes Web de Picasa permiten publicar contenido directamente hacia Blogger.
- Windows Live Writer, una aplicación independiente para Windows Live suite, permite publicar directamente hacia Blogger.
- Se puede integrar con Google+ para unificar perfiles de usuario, compartir contenido directamente a perfiles o páginas de Google+ y contabilizar +1 que se han realizado en entradas del blog.
- Se puede utilizar para la elaboración de un portafolio digital, o bien parte de él integrando el blog dentro de otras plataformas.
- Se puede importar con los formatos xslt, xbl, xsl, xml, text y txt.

## Limitaciones
- Número de publicaciones por blog: Ilimitado.
- Tamaño de publicaciones individuales: Sin límite.
- Tamaño de páginas: Las páginas individuales, como la página principal o las páginas de archivos, en las que se suelen mostrar varias entradas del blog, tienen un límite de 1 Mb en tamaño.
- Número de comentarios: Las entradas individuales y las páginas estáticas no tienen límite de comentarios. Sin embargo, y aunque no se liste en los artículos de ayuda oficial, existe una limitación de 5000 comentarios por entrada, aunque existen algunas publicaciones visibles con un mayor número de comentarios.
- Número de imágenes: Hasta 1 Gb de almacenamiento compartido con el servicio de Google Fotos.
- Tamaño de las imágenes: Si se publica a través de Blogger Móvil las imágenes pueden tener un tamaño máximo de 250 Kb. Por otros medios de publicación no hay límite en tamaño.
- Miembros del equipo: Un blog puede tener hasta 100 miembros con roles de administradores o autores.
- Número de etiquetas: Hasta 2000 etiquetas únicas por blog y 20 etiquetas o 200 caracteres por entrada de blog.
- Descripción del blog: Limitada a 500 caracteres, sin código HTML.